# Mathilde Jamin
Mathilde Jamin (* 1948) ist eine deutsche Historikerin.

## Leben
Jamin studierte Geschichte und Germanistik an der Ruhr-Universität Bochum und der Ruprecht-Karls-Universität Heidelberg. 1982 promovierte sie mit einer von Hans Mommsen betreuten Arbeit über das Thema Zwischen den Klassen. Zur Sozialstruktur der SA-Führerschaft. 
Ab 1984 war sie am Ruhrlandmuseum in Essen als Historikerin (Geschichte des 19. u. 20. Jahrhunderts) und Kuratorin tätig. 
Ein Schwerpunkt ihrer Arbeit war die Migrationsgeschichte im Ruhrgebiet. Jamin engagierte sich für ein Museum der Migration. Sie gehörte zur Lenkungsgruppe des Projekts Route der Migration des Dokumentationszentrums und Museums über die Migration in Deutschland.

## Schriften
- „Nazis, Workers and the Use of Quantitative Evidence“, in: Social History 4 (1979), S. 11–116. (zusammen mit Richard Bessel)
- „Methodische Konzeption einer quantitativen Analyse zur sozialen Zusammensetzung der SA“, in: Reinhard Mann (Hrsg.): Die Nationalsozialisten. Analysen faschistischer Bewegungen, Stuttgart 1980, S. 84–97.
- „Zur Rolle der SA im nationalsozialistischen Herrschaftssystem“, in: Gerhard Hirschfeld u. a. (Hrsg.): Der “Führerstaat”: Mythos und Realität. Studien zur Struktur und Politik des Dritten Reiches, Stuttgart 1981, S. 329–360.
- Zwischen den Klassen. Zur Sozialstruktur der SA-Führerschaft, Würzburg 1984.
- „Das Ende der Machtergreifung. Der 30. Juni 1934 und seine Wahrnehmung in der Bevölkerung“, in: Wolfgang Michalka: Die nationalsozialistische Machtergreifung, Paderborn 1984, S. 207–218.
- „Die deutsch-türkische Anwerbevereinbarung von 1961 und 1964“, in: Dies/Aytaç Eryılmaz: Fremde Heimat. Eine Geschichte der Einwanderung aus der Türkei, Essen 1998, S. 69–82.
- „Die deutsche Anwerbung. Organisation und Größenordnung“, in: Dies/Aytaç Eryılmaz: Fremde Heimat. Eine Geschichte der Einwanderung aus der Türkei, Essen 1998, S. 149–170.
- „Migrationserfahrungen. Aus Interviews mit Migrantinnen der Ersten Generation“, in: Dies/Aytaç Eryılmaz: Fremde Heimat. Eine Geschichte der Einwanderung aus der Türkei, Essen 1998, S. 207–231.
- „Fremde Heimat - Zur Geschichte der Arbeitsmigration aus der Türkei“, in: 50 Jahre Bundesrepublik - 50 Jahre Einwanderung - Nachkriegsgeschichte als Migrationsgeschichte, Frankfurt am Main, S. 145–164.
- «Maikäfer flieg ...»: Kindheitserfahrungen 1940-1960. Ruhrlandmuseum Essen, Bottrop/Essen 2001.
- Die Gegenwart der Dinge: 100 Jahre Ruhrlandmuseum, 2004.
- „Deutschland braucht ein Migrationsmuseum“, in: Henrike Hampe (Hrsg.): Migration und Museum. Neue Ansätze in der Museumspraxis, Münster 2005, S. 43–50.
- „Migrationsgeschichte im Museum. Erinnerungsorte von Arbeitsmigranten - Kein Ort der Erinnerung?“, in: Jan Motte (Hrsg.): Geschichte und Gedächtnis in der Einwanderungsgesellschaft. Migration zwischen historischer Rekonstruktion und Erinnerungspolitik, Essen 2004, S. 145–157.
- „Kindheitserinnerungen an den Bombenkrieg. Interviews im Rahmen der Ausstellung «Maikäfer flieg...» des Ruhrlandmuseums Essen“, in: Hans Heino Ewers / Jana Mikotal / Jürgen Reulecke / Jürgen Zinnecker (Hrsg.): Erinnerungen an Kriegskindheiten. Erfahrungsträume, Erinnerungskultur und Geschichtspolitik unter sozial- und kulturwissenschaftlicher Perspektive, Weinheim/München, S. 19–29.

Als Herausgeberin:
- ÜberLeben im Krieg. Kriegserfahrungen im Ruhrgebiet 1939-1945, Katalogbuch zur gleichnamigen Ausstellung im Ruhrlandmuseum Essen, Reinbek bei Hamburg 1989.
- Viel Vergnügen. Öffentliche Lustbarkeiten im Ruhrgebiet der Jahrhundertwende. Eine Ausstellung des Ruhrlandmuseums der Stadt Essen, 25. Oktober 1992 bis 12. April 1993, Essen 1992. (zusammen mit Lia Kosok)
- Fremde Heimat. Eine Geschichte der Einwanderung aus der Türkei, Essen 1998. (zusammen mit Aytaç Eryılmaz)